# Royal Navy Submarine Service

Le Royal Navy Submarine Service (RNSS) est l'une des cinq composantes de combat de la Royal Navy. Il est parfois connu sous le nom de Silent Service (littéralement « service silencieux ») de par la nature discrète des sous-marins qu'elle gère.
À 2022, le RNSS exploite sept sous-marins nucléaires d'attaque (SSN) de classes Trafalgar et Astute, et quatre sous-marins nucléaires lanceur d'engins (SSBN) de classe Vanguard.
Fondé en 1901, son siège est depuis 1978 aux Northwood Headquarters dans le Hertfordshire. Il dispose d'un musée, le Royal Navy Submarine Museum.